# Gaston Watkin
Pour les articles homonymes, voir Watkin.
Gaston Clotaire Watkin, né le 17 septembre 1916 à Toulouse, et mort le 2 mai 2011 à Sèvres, est un sculpteur et vitrailliste français.

## Biographie
Après des études classiques à Fournes-en-Weppes dans le Nord, Gaston Watkin devient élève de l’École nationale des ponts et chaussées. En 1935, il entre à l'école des beaux-arts de Lille dans l'atelier d'Aimé Blaise, puis en 1937 dans celui de Paul Landowski et Marcel Gaumont à l'École des beaux-arts de Paris.
En 1942, il obtient le second grand prix de Rome puis, en 1944, le premier second grand prix de Rome et, en 1946, le premier grand prix de Rome de sculpture pour son œuvre Saint-Étienne Lapidé. Il passe alors quatre années en résidence à la villa Médicis à Rome,.
À partir de 1950, les commandes tant publiques que privées se succèdent. En collaboration avec des architectes par exemple Guillaume Gillet pour l'église Notre-Dame de Royan, il produit de grandes réalisations monumentales qui s'inscrivent dans le paysage urbain.
Parallèlement à ses activités, il enseigne le dessin à l’École nationale supérieure des arts appliqués et des métiers d'art à Paris. Il demeure aussi actif dans le milieu artistique parisien, notamment dans le cadre du Salon d'automne, où il présente ses œuvres pour la dernière fois en novembre 2002.
De la figuration à l’abstraction, de la pierre au vitrail, en passant par le bronze, la tôle, le béton et les tiges d’acier, Gaston Watkin fut animé d’une exigence d’intériorité, travaillant sur l’apesanteur et la symbolique. Il est l'auteur de nombreux monuments à travers la France dont le Monument aux étudiants morts pour la patrie, au jardin du Luxembourg à Paris, et la statue de la vierge de l'église Notre-Dame de Royan. Il a aussi réalisé deux sculptures en collaboration avec Marguerite Griset (sa première épouse) à Maillé (Indre-et-Loire) en hommage aux victimes du massacre des habitants de ce village par les troupes allemandes le 25 août 1944. Il est représenté au palais des beaux-arts de Lille par deux sculptures en pierre La Sève et Le Faon.

## Principales œuvres
Chronologie des principales productions en France (monuments, concours, appels d’offres et 1 % artistique).
- 1946 : un monument à Noirval
- 1947 : Monument au massacre des 124 civils de Maillé le 25 août 1944, en collaboration avec Marguerite Griset Maillé
- 1948 : Vierge à l’enfant, église Saint-Martin, Maillé
- 1949 : La Sève, palais des beaux-arts de Lille
- 1950 : un monument sur la plage à Barcarès
- 1953 : un monument à La Ferté-Saint-Aubin
- 1954 : Monument aux étudiants résistants, jardin du Luxembourg, Paris[5]
- 1957 : L’École tutélaire, terre cuite, Saint Brévin-Les-Pins
- 1958 : cycle de vitraux illustrant la vie de Saint-Pierre, église Saint-Pierre, Aurec-sur-Loire
- 1958 : Immaculée Conception, église Notre-Dame de Royan[6]
- 1961 : Quadrige de Zeus tonnant, hall de la centrale, zone industriel des Ansereuilles, Wavrin
- 1962 : Abrivado, hôtel des Postes, Arles
- 1963 : Acrobates, Prés-Saint-Gervais
- 1964 : Les maillons de la chaine, lycée technique Fernand Léger, Coudekerque-Branche
- 1964 : Voiles dans le vent, lycée technique Fernand Léger, Coudekerque-Branche
- 1968 : Ombrelles fluides ; Collège Julien Régnier, Brienne-le-Chateau
- 1968 : Liberté, Liberté chérie, square dans la rue Pierre et Marie Curie, Bagnolet
- 1968 : Éblouissement de Dieu, vitraux, église Saint Pierre des Carmes, Puy-en-Velay
- 1969 : Couronne mystique, vitraux, église, Saint-Étienne
- 1970 : Musicalités, collège d'enseignement technique Chardeuil, Coulaures
- 1970 : La Lumière, L’Espérance, La Vie, L’Amour, vitraux, église de Siaugues-Saint-Romain
- 1971 : Pureté, Exaltation de la Foi, Combats intérieurs, Glorification, vitraux, église Saint Pierre des Carmes, Puy-en-Velay
- 1971 : Accords dynamique, collège Eugène le Roy, Bergerac
- 1972 : Mouvement perpétuel, collège Louis Grüner, Roche la Molière
- 1973 : Élégance et Grâce, Laboratoire ROC
- 1974 : Allégress, Institut universitaire de technologie, Troyes
- 1974 : Cristal, collège Albert Schweitzer, La Bassée
- 1975 : Mur-décor, collège, Montrouge
- 1976 : Mur-décor, collège La Triloterie, Royan
- 1977 : Épanouissement, collège Antoine de Saint-Exupéry, Douvrin
- 1977 : Floraison, Institut universitaire de technologie de Bordeaux 1, Gradignan
- 1978 : Été Fleuri, mosaïque, groupe scolaire du Vernay, Cran-Gevrier
- 1980 : Le Tourbillon, collège Edgar Quinet-Les Boiffiers, Saintes
- 1981 : Innovation et Tradition, monument en hommage à Jules Ferry, lycée polyvalent Jules Ferry, Versailles
- 1982 : statue du syndicaliste Jules Durand, Maison des associations de la manufacture des tabacs, Nantes
- 1983 : Les compagnons du travail, allée de la Cigarière, ancienne manufacture des tabacs, Nantes
- 1987-1988 : statues de Blaise Pascal, Ada Lovelace et Irving Langmuir, École polytechnique de l'université de Nantes, Nantes[7]

## Exposition
- Gaston Clotaire Watkin, Centre d’art et de culture, Meudon, du 26 avril au 26 mai 2012.